# Left May jezici
Left May jezici, jezična porodica s Nove Gvineje koja po najnovijoj klasifikaciji obuhvaća (2) jezika: bo i nakwi. Ranije su u nju klasificirani (6) ili (7) papuanskih jezika kojima govore nekoliko plemena u Papua Nova Gvineja. Uz spomenute i ama, iteri, nimo, owiniga i rocky peak (laro, iyo, yinibu);.

## Vanjske poveznice
- Tree for Left May[neaktivna poveznica]